# Ордынский, Иван Михайлович
Иван Михайлович Ордынский (1796—1852) — российский медик (первоначально военный медик) и научный писатель
, коллежский советник.

## Биография
Происходил из духовного звания, образование получил в московской медико-хирургической академии, которую окончил в 1820 году с званием лекаря 1-го отделения. После этого был назначен в Троицкий пехотный полк, три года спустя получил степень штаб-лекаря, а в 1837 году за диссертацию «De dysenteria» — степень доктора медицины.
В 1840 году был назначен штаб-доктором 3-го резервного Кавалерийского корпуса, в 1844 году вышел в отставку и занялся частной практикой. Имел чин коллежского советника.
Кроме упомянутой диссертации, Ордынскому принадлежит статья «О народных болезнях» («Терапевтический журнал», 1841 год, XIII, XIV, XV; «Журнал Министерства народного просвещения», часть 30, VI, 25).